# بخش روداب (نرماشیر)
بخش روداب، یکی از بخش‌های شهرستان نرماشیر در استان کرمان ایران است. مرکز این بخش، شهر نظام‌شهر است.

## تقسیمات کشوری
- بخش روداب
  - دهستان روداب شرقی
  - دهستان مؤمن‌آباد

شهر: نظام‌شهر

## جمعیت
بر پایه سرشماری عمومی نفوس و مسکن در سال ۱۳۹۵، جمعیت بخش روداب برابر با ۱۴٬۱۳۸ نفر بوده‌است.